# Залещицкая трагедия

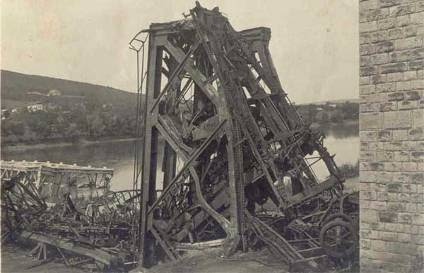
Взорванные опоры Залещицкого моста, 1941

Залещицкая трагедия — уничтожение органами НКВД СССР нескольких сотен политических заключённых на железнодорожном мосту линии Кострижевка—Залещики 4—5 июля (по другим данным, 7 июля) 1941 года. Сообщение об этом впервые появилось 22 июля 1941 года во львовской газете «Українські щоденні вісті» (№ 14).
Сейчас по обоим берегам Днестра на месте трагедии стоят поминальные кресты, напоминающие о ней. Каждый год в начале июля люди чтят у этих крестов память погибших панихидой и поминальным словом.

## Предыстория
Накануне Великой Отечественной войны, внутренние тюрьмы НКВД СССР были переполнены заключёнными. По состоянию на начало июня 1941 года в рассчитанных на 30 753 человек тюрьмах, удерживали 72 768 человек. Тюрьмы Западной Украины также были сильно переполнены. Эти люди были арестованы советскими карательными органами в ходе советизации инкорпорированных в состав СССР территорий Галичины, Волыни и Северной Буковины, после так называемых «освободительных походов» Красной армии в 1939—1940 годах.
22 июня 1941 года Германия и её союзники начали военное вторжение в СССР. Первые недели войны были очень успешными для немецкой армии, дивизиям вермахта удалось разгромить войска приграничных военных округов СССР, а затем продвинуться вглубь советской территории. В связи с быстрым развитием немецкого наступления НКВД и НКГБ приступили к эвакуации и ликвидации политических заключенных оказавшихся в зоне боевых действий. 23 июня 1941 нарком НКГБ Всеволод Меркулов издал приказ № 2445/М, в котором говорилось о срочном учёте всех заключенных в тюрьмах и деление на подлежащих отправке в лагеря ГУЛАГа и тех, кого необходимо немедленно расстрелять на месте. В тот же день вышел приказ начальника тюремного управления НКВД СССР капитана государственной безопасности Филиппова, который обязывал эвакуировать заключённых. Согласно «Плану эвакуации», в ходе депортации из Львовской области предполагалось вывезти 23 236 человек, для чего нужно было задействовать 778 железнодорожных вагонов. Однако стремительное наступление немецких войск, нехватка транспорта, и царящий хаос и беспорядок самых первых дней войны, поставили советские карательные органы перед невозможностью реализации плана эвакуации. Летом 1941 года от 20 тыс. до 30 тыс. человек были убиты в тюрьмах на оккупированных восточных окраинах Второй Польской Республики.

## Ход событий
В период с 5 по 7 июля в Залещики прибыл состав с двумя или тремя опломбированными вагонами с заключёнными. Скорее всего, их привезли из тюрем Чорткова и Коломыи. По надписям на вагонах свидетели сделали вывод, что в составе транспорта были поляки. Железнодорожники также слышали голоса на польском языке, доносившиеся из вагонов. Один из заключённых якобы кричал, что их привезли из Чорткова, добавив, что за трёхдневный путь им ни разу не дали воды. Вероятно, в транспорте также находились многочисленные заключённые украинской национальности из Буковины, Львовщины, Тернопольщины и Ивано-Франковской области. Позднее было установлено, что одной из жертв оказался Павел Кутик, председатель Маслосоюза в Залещиках.
О дальнейшем ходе событий существуют разные версии. По одной из версий, вагоны загнали на железнодорожный мост через Днестр, а затем взорвали заложенную под ним взрывчатку. По другой версии, после взрыва моста вагоны сбрасывали в реку с помощью локомотива. Также сообщается, что некоторые вагоны были взорваны вместе с мостом, а другие сброшены в реку с прикреплёнными цистернами-бензовозами, в результате чего Днестр «загорелся по всей ширине».
Ни один из заключённых не пережил эту трагедию. Число жертв остаётся неизвестным. Один из свидетелей утверждал, что после того, как союзные Германии венгерские войска вошли в Залещики, из Днестра было выловлено более 300 трупов.

## Последствия
Найденные тела были захоронены на кладбище в Залещиках. Также, в молдавском городке Вадул-луй-Водэ в братской могиле захоронены люди, тела которых принесло течение Днестра.
После отступления Красной армии местные украинцы при попустительстве и содействии немцев организовали погром еврейского населения в Залещиках. В близлежащих Хинковице некоторые жертвы погрома утонули в Днестре.
В советское время почтить память преступлений НКВД было невозможно. Официальная версия советского периода заключалась в том, что будто бы это немецкие войска при отступлении из этих районов в 1944 году взорвали мост вместе с пленными. Лишь после распада СССР и создания независимой Украины возле железнодорожного моста в Залещиках был установлен памятный крест.